# Primera División 1919 (AAm)
La Primera División 1919, organizzata dalla Asociación Amateurs de Football, vide il Racing Club vincere il suo settimo titolo consecutivo.

## Classifica finale
| Pos. | Squadra                 | Pt | G  | V  | N | P  | GF | GS | DR  |
| ---- | ----------------------- | -- | -- | -- | - | -- | -- | -- | --- |
| 1.   | Racing Club             | 26 | 13 | 13 | 0 | 0  | 43 | 10 | +33 |
| 2.   | Vélez Sársfield         | 20 | 13 | 9  | 2 | 2  | 21 | 8  | +13 |
| 3.   | River Plate             | 16 | 13 | 6  | 4 | 3  | 16 | 11 | +5  |
| 3.   | Defensores de Belgrano  | 16 | 13 | 6  | 4 | 3  | 20 | 18 | +2  |
| 5.   | Atlanta                 | 14 | 13 | 6  | 2 | 5  | 27 | 17 | +10 |
| 6.   | San Lorenzo             | 13 | 13 | 5  | 3 | 5  | 22 | 20 | +2  |
| 6.   | Gimnasia y Esgrima (LP) | 13 | 13 | 6  | 1 | 6  | 18 | 19 | -1  |
| 8.   | Independiente           | 12 | 13 | 5  | 2 | 6  | 22 | 20 | +2  |
| 8.   | Platense                | 12 | 13 | 5  | 2 | 6  | 22 | 24 | -2  |
| 8.   | Sportivo Barracas       | 12 | 13 | 5  | 2 | 6  | 20 | 23 | -3  |
| 11.  | Estudiantil Porteño     | 11 | 13 | 4  | 3 | 6  | 19 | 21 | -2  |
| 12.  | Tigre                   | 9  | 13 | 4  | 1 | 8  | 17 | 23 | -6  |
| 13.  | San Isidro              | 5  | 13 | 2  | 1 | 10 | 14 | 27 | -13 |
| 14.  | Estudiantes (BA)        | 3  | 13 | 1  | 1 | 11 | 8  | 48 | -40 |

## Classifica marcatori[1]
| Gol |  |  | Giocatore            | Squadra     |
| --- |  |  | -------------------- | ----------- |
| 16  |  |  | Alberto Marcovecchio | Racing Club |